# 若松塾
若松塾（わかまつじゅく）は、兵庫県で展開している総合進学塾。小学部・中学受験（藤岡教室 四谷大塚NET）・中学部・高等部（東進衛星予備校）・個別指導を展開する。
「よく学び、よく遊べ」「人間教育も考える」をモットーに遠足・キャンプ・合宿・卒業式等々いくつもの行事があり、学習のみならず幅広い全人教育活動を目指している。学習塾というよりは、やや学校に近い雰囲気のある塾となっている。

## 沿革
- 1957年
  - 中学3年生4人を預かり、神戸市長田区若松町に「若松中学生教室」を開設。
- 1958年
  - 塾としては異例のキャンプ実施、以降恒例行事となる。
- 1965年
  - 板宿校竣工。
  - 史上初の生徒送迎用の塾バスを運行（当時の運転士は木村三四郎氏）。
- 1966年
  - 「若松塾」に改称。
- 1975年
  - 舞子校開設。
  - 難関私立中学校受験クラスを新設。
- 1978年
  - 垂水校開設。
- 1980年
  - 垂水校が現在地に移転。
- 1983年
  - 名谷校開設。
- 1984年
  - 生徒数3千人を突破。
- 1985年
  - 社会派ルポライター・亜蘭忍の著書「子供の将来は塾で決まる」で若松塾が全国No.1の評価となる。
- 1986年
  - 鈴蘭台校開設。
- 1987年
  - 学園校開設。
  - 北神校開設。
- 1989年
  - 夏期体験入塾制度、冬季体験入塾制度を導入。
- 1991年
  - 北神校が現在地に移転。
- 1992年
  - 小学部にハイクラス、中学部に準拠クラスを新設。
  - 板宿校に高等部（東進衛星予備校）を開設。
- 1993年
  - 鈴蘭台校が現在地に移転、同時に高等部（東進衛星予備校）を併設。
- 1994年
  - 西神校開設、同時に高等部（東進衛星予備校）を併設。
- 1995年
  - 北鈴校開設。
  - 阪神・淡路大震災で板宿本部校倒壊、舞子校閉鎖。
  - 生徒数5千人を突破。
- 1996年
  - 舞子校が現在地に移転。
  - 板宿校が東須磨本部校に移転。
  - 小6秋季キャンプ実施。
  - 中3冬期講習に合宿学習を導入。
- 1997年
  - 創立40周年記念行事「若松ワールド40」実施。
  - 伊川谷校開設。
- 1998年
  - 清水塾と提携、清水塾板宿本部校が若松塾板宿校として再出発。
- 1999年
  - 小6公立クラスに週2日クラスを導入。
- 2000年
  - 西鈴校開設。
  - 速読講座を全塾開講、速読三宮教室を開設。
- 2002年
  - 西神南校開設、西神校は西神中央校に名称変更。
- 2004年
  - 高等部（東進衛星予備校）北神岡場校開設。
- 2005年
  - 初の神戸市外の校舎である東加古川校開設、同時に高等部（東進衛星予備校）・個別指導教室を併設。
  - 高等部（東進衛星予備校）加古川駅前校開設、同時に個別指導教室を併設。
  - 震災以来10年ぶりに板宿本部校が復活、板宿校は板宿第二校に名称変更。
  - 高等部（東進衛星予備校）北鈴蘭台校開設。
- 2006年
  - 六甲道校開設、同時に高等部（東進衛星予備校）を併設。
  - 速読三宮教室が閉鎖。
  - 西神南校に高等部（東進衛星予備校）を併設。
- 2007年
  - 西神南校に個別指導教室を併設。
  - 加古川校開設。
  - 速読講座が閉講。
- 2008年
  - 高等部（東進衛星予備校）須磨パティオ校開設。
- 2009年
  - 大久保校開設。
- 2015年
  - 東灘区初の校舎たる、岡本校を開設。
- 2022年
  - 馬渕教育グループと経営統合[1]。

## 校舎一覧
- 神戸市
  - 須磨区
板宿第二校・名谷校
  - 東灘区
岡本校
  - 西区
西神中央校・西神南校・伊川谷校
  - 垂水区
学園校・舞子校・垂水校
  - 北区
西鈴校・北鈴校・北神校
  - 灘区
六甲道校

- 大久保校
- 土山校
- 加古川校

## コース

### 自考力キッズコース
対象：小1～小2

### 小学部
対象：小2～小6

### 藤岡教室四谷大塚NET
対象：小2～小6
尚、現在は西鈴校と西神中央校以外は閉鎖されている。

### 中学部
対象：中1～中3

### 高等部
(東進衛星予備校)

対象：高1～高3

若松塾が運営する東進衛星予備校は、板宿校・須磨パティオ校・西神中央校・西神南校・学園南校・舞子校・レバンテ垂水校・鈴蘭台校・北鈴蘭台校・北神岡場校・六甲道校・三宮校・阪急岡本校・南ウッディタウン駅前校・フラワータウン駅前校・パピオスあかし校・大久保駅前校・加古川駅前校を開講。

### 個別指導
対象：小1～高3

板宿教室・西神中央教室・垂水駅前教室・舞多聞ケーズデンキ教室・西鈴蘭台教室・加古川教室・大久保教室・JR塚口校で開講。